# American Homes 4 Rent
American Homes 4 Rent (ou AH4R) est une fiducie de placement immobilier basée à Calabasas, en Californie, mais gérée en interne dans le Maryland. American Homes 4 Rent, LP est une société en commandite du Delaware (souvent considéré comme un Paradis fiscal américain) qui chapeaute l'ensemble des activités et détient, directement ou indirectement tous les « actifs » du groupe.
AH4R fait partie de la poignée de très grandes entreprises américaines (du secteur dit SFR industry) ayant fait fortune en achetant à bas prix et en les mettant en location (après rénovation) des dizaines milliers de maisons unifamiliales. Son premier modèle économique a été de profiter de la forte baisse des prix de ces maisons, laisse induite par la crise des subprimes puis d'en tirer des revenus sous forme de loyers. À la différence de la plupart des autres entreprises de cette taille opérant dans le secteur de la location immobilière, American Homes 4 Rent s'est (en 2017) aussi dotée d'une branche de construction de maisons individuelles spécialement destinée à la location (AMH Development).
Au 31 décembre 2019, la société (et ses diverses sous-entités/filiales) possédait 52 552 maisons unifamiliales à louer, chiffre passé à 55 000 en 2021 (où vivraient, selon l'entreprise 200 000 résidents, dans 22 États des États-Unis).

Ses plus grandes concentrations de maisons se trouvent à Atlanta (9,3 % du total des maisons appartenant à l'entreprise), Dallas - Fort Worth (8,4 % des maisons) et Charlotte, Caroline du Nord (7,2 % des maisons).
Selon son site internet (version décembre 2021), l'entreprise progresse dans le domaine les normes environnementales, sociales et de gouvernance et affirme contribuer à « améliorer les quartiers » (en y rénovant des maisons pour les mettre en location), ajoutant rester « fortement concentrée sur la défense de la durabilité ; diversité, équité et inclusion ; et la santé et la sécurité de nos équipes, résidents et voisins ». Elle subit néanmoins des critiques ; depuis ses débuts, elle dispose d'une direction juridique, pilotée par Sara H. Vogt-Lowell, avocate spécialisée dans les transactions immobilières et financières, qui selon le site internet de l'entreprise « supervise toutes les questions et transactions juridiques, guide la défense de notre entreprise contre les réclamations potentielles et en cours et surveille les développements juridiques, réglementaires et de conformité applicables ».

## Histoire
En octobre 2012, B. Wayne Hughes (fondateur de Public Storage) crée American Homes 4 Rent qui comptera parmi les 4 plus grandes entreprises publiques à commencer à investir massivement dans les maisons unifamiliales, après l'entrée de The Blackstone Group dans le domaine en 2012. L'entreprise est présidée par David P. Singelyn (Administrateur/fondateur et PDG depuis octobre 2012, et antérieurement cofondateur de AH LLC, avec M. Hughes en juin 2011), détenteur d'un B.S. en comptabilité et d'un B.S. en systèmes d'information informatique (de la California Polytechnic University de Pomona).
L'entreprise est introduite en bourse en 2013.
Le financement initial de l'entreprise comprenait un investissement de 600 millions de dollars, apporté par l'Alaska Permanent Fund.
En août 2013, la société est devenue une société anonyme via un premier appel public à l'épargne.
En mars 2016, la société fusionne avec American Residential Properties, Inc.
En 2020, au 31 décembre, la Société détenait dans 22 États un portefeuille de 53 584 propriétés unifamiliales ( 711 détenues en vue de la vente, 51 271, ou 97,0 % (hors propriétés détenues en vue de la vente) étant occupées. 1 447 personnes avaient pour fonction d'acheter, gérer et louer les maisons, et développer, dont via le marketing, l'entreprise.

## Marchés-cibles et stratégie
Comme tous ses concurrents, AH4R concentre socio-géographiquement ses achats en privilégiant des types et localisions de maisons qui sont ceux recherchés par des ménages aux revenus « médians supérieurs à la moyenne » (dans des zones bien desservies en transport et services (scolaires notamment) ; là où les plus-value immobilière à long terme, et la croissance du marché sont les plus probables pour l'entreprise. Les marchés cibles sont aussi « sélectionnés sur la base d'une croissance démographique constante et d'une forte demande locative », et en ciblant notamment des « sous-marchés (…) au niveau du quartier et de la rue ».
Le groupe recherche des maisons récentes (construites après l'an 2000) ; à trois chambres ou plus ; à deux salles de bain ou plus ; dont le prix de vente estimée de 200 000 $ à un 450 000 $ au maximum et dont les coûts de rénovation estimés ne dépasseront pas 25 % de la valeur estimée. 60,5 % de ses maisons sont « à Atlanta, GA, Dallas-Fort Worth, TX, Charlotte, NC, Phoenix, AZ, Houston, TX, Nashville, TN, Indianapolis, IN, Tampa, FL, Jacksonville, FL et Raleigh, Caroline du Nord ».
Grâce à l'importance de son patrimoine d'actifs, l'entreprise pense pouvoir « réaliser d'importantes économies d'échelle, standardiser la cohérence de la marque » (…) et optimiser ses bénéfices en ayant centralisé « la gestion, la comptabilité, le juridique, le marketing et les centres d'appels ».
En tant que SIIC (« Société d'investissement immobilier cotée » ou REIT pour les anglophones ou FIP pour fiducies de placement immobilier au Québec)), la société paie nettement moins d'impôts qu'une société ordinaire (elle peut déduire les dividendes versés à ses actionnaires dans le calcul de son revenu imposable, et évite de l'impôt fédéral américain sur le revenu au taux normal d'imposition des sociétés (taux qui était de 21 % en 2020). Cependant cette qualification peut être retirée par un changement de législation, décisions de justice ou des directives administratives (avec éventuels effets rétroactifs dans ces trois cas), et le financement du développement de l'entreprise (pour l'acquisition de nouveaux actifs notamment) doit se faire à la fois par emprunt et par actions, car en tant que FPI, le groupe doit distribuer à ses actionnaires une partie importante de ses bénéfices imposables.
Le groupe doit choisir ses maisons et parcelles à construire en calculant ses bénéfices probables à partir de l'âge et de l'état initial de la maison, et en estimant la durée estimée de location, les coûts et délais de rénovation et de gestion, les coûts d'exploitation annuels, les taux présent et futur de location dans la zone de l'investissement, des montants possibles de loyers, des délais entre achat et location de la maison, et selon le risque estimé de « défaillance des locataires ». Dans ses critères d'investissement foncier, notamment dans certains États plus exposés au risque climatique, le groupe doit aussi prendre en compte les risques plus élevés de sécheresse, incendies, tremblement de terre, montée de la mer, inondations, cyclones et tornades, qui pourraient encore s'accroître dans le futur, alors que certains assureurs et réassureurs refusent d'assurer les maisons plusieurs fois touchées par ce type de risque (les pertes dues à certains aléas sismiques et climatiques mais aussi aux actes de guerre, émeute et actes de terrorisme peuvent ne pas être assurables ou ne sont généralement pas entièrement assurés « parce que cela n'est pas jugé économiquement faisable ou prudent de le faire »). L'entreprise se considère comme assez riche pour être « auto-assurée contre de nombreuses pertes potentielles » tout en expliquant à ses actionnaires que « de nombreuses pertes potentielles, et les pertes non assurées ou sous-assurées liées aux propriétés peuvent avoir une incidence défavorable » sur les finances et les capacités d'exploitation de l'entreprise ainsi que sur sa capacité à effectuer des distributions.

## Mode d'acquisition
Les maisons sont recherchées et achetées via les canaux (Agences immobilières, annonces de vente ou saisies…) ou achats de maisons « vendues en gros par des institutions ou des concurrents » (dans ce dernier cas, une partie des maisons peuvent ne pas convenir aux critères de l'entreprise ; elles sont alors vendues. Le groupe construit aussi ses propres maisons « en pensant au locataire à long terme ».

## Modalités de rénovation
La plupart des maisons achetées ont besoin d'être rénovées avant leur mise en location. Ceci est fait par des entrepreneurs approuvés, avec lesquels l'entreprise a « négocié des rabais de quantité substantiels » sur chacun de ses marchés pour les produits courants du travail de rénovation (ex : peinture, stores, revêtements de sol…). Selon le bilan 2020 de l'entreprise : « En général, les rénovations immobilières sont terminées dans un délai d'environ 20 à 40 jours et les propriétés sont généralement louées environ 20 à 40 jours après la fin du processus de rénovation. Si une maison acquise demeure occupée, le processus de rénovation peut être reporté ».

## Modalités de location et gestion
La gestion de toutes les maisons à louer (commercialisation et location, sélection des locataires potentiels, fixation des tarifs de loyers et autres frais, des propriétés et de la perception et du traitement des loyers) est faite en interne, sans aucun gestionnaire-tiers. Les candidats à la location font l'objet d'une « évaluation approfondie du crédit et du revenu du ménage et un examen de leur historique de location ».
Les tarifs de location sont fixés « de manière centralisée, à l'aide de modèles de tarification basés sur les données, étayés par l'analyse des équipes de gestion immobilière locales sur chaque marché. Les facteurs pris en compte dans l'établissement des tarifs de location comprennent une analyse concurrentielle des loyers, la taille et l'âge de la maison et de nombreux facteurs qualitatifs, tels que les caractéristiques du quartier et l'accès à des écoles, des transports et des services de qualité ».
Les loyers sont payés par voie électronique, via un transfert automatisé de la chambre de compensation ou un prélèvement automatique sur le compte courant du locataire. Si le loyer n'est pas payé avant la date limite (généralement dans les cinq jours civils suivant la date d'échéance), des frais de retard sont appliqués au locataire (dans les juridictions où c'est autorisé), propriétaire peut en dernier recours être expulsé.

## Répartition des rôles au sein du groupe entrela Sociétéetla société en exploitation
Dans le groupe, c'est AH4R qui est le commandité, qui — au 31 décembre 2020 — possédait environ 85,9 % des participations dans la société en commandite ; les 14,1 % restants appartenaient à des commanditaires.
Comme unique commandité de la société d'exploitation, AH4R contrôle seul la gestion quotidienne de la société d'exploitation (AH4R dont l'équipe de direction est la même que celle qui dirige le partenariat d'exploitation. AH4R a comme fonction première d'agir en tant que commandité de la société d'exploitation Son seul actif important est sa participation dans la société d'exploitation. Autrement dit, AH4R n'a pas d'activité commerciale en soi, hormis en agissant comme seul commandité de la société en exploitation, en émettant périodiquement des actions et en garantissant certaines dettes de la société en exploitation. AH4R n'est en soi engagée au titre d'aucune dette, mais garantit une partie de la dette de la société d'exploitation.
25,7 millions de dollars de « certificats de titrisation adossés à des actifs » (les actifs étant ici les maisons en location) ont été émis par la société en exploitation et achetés par AH4R. Ces certificats de titrisation sont comptabilisés comme adossés à des actifs à recevoir par la Société, et comme un montant dû par les sociétés affiliées par la société en exploitation.

## Concurrents
AH4R fait, dans ses zones géographiques, et depuis 201é, face à la concurrence de quelques autres groupes similaires, tant pour les maisons recherchées que pour les locataires (pour ces derniers d'autres bailleurs de propriétés unifamiliales, d'immeubles d'appartements et d'unités en copropriété existent).
De manière générale, le marché des maisons neuves unifamiliales, et des appartements à louer (individus ou en copropriété) fait aussi concurrence à AH4R. Là où, et quand des subventions gouvernementales ou locales ou d'autres incitations soutiennent ou rendent moins cher l'accession à la propriété, AH4R peut aussi perdre des clients (locataires) potentiels.
Ses grands concurrents sont notamment :
- Pretium Partners (et ses filiales)
- Progress Residential (et ses filiales)